# NGC 3754
NGC 3754 (również PGC 36018 lub HCG 57D) – galaktyka spiralna (Sb), znajdująca się w gwiazdozbiorze Lwa. Odkrył ją Ralph Copeland 5 kwietnia 1874 roku. Wchodzi w skład zwartej grupy galaktyk zwanej Septetem Copelanda, Hickson 57 lub Arp 320.